# پلیکیای
پلیکیای (به لاتین: Plikiai) یک شهرک در لیتوانی است که در شهرستان کلایپدا واقع شده‌است. پلیکیای ۶۰۷ نفر جمعیت دارد.